# Балкун
Балкун је мало ненасељено острво у хрватском делу Јадранског мора.
Налази на западно од насеља Маслинице на оству Шолти. Површина острва износи 0,011 км². Дужина обалске линије је 1,74 км.. Највиша тачка на острву висока је 55 метара.
Око 500 метара јужно од Балкуна је хрид Камичић.